# Matsudaira Hirotada
Matsudaira Hirotada (松平 広忠 (Tùng Bình Quảng Trung) Matsudaira Hirotada, 9 tháng 6, 1526—3 tháng 4, 1549) là chủ lâu đài Okazaki ở tỉnh Mikawa, Nhật Bản trong thời kỳ Sengoku, thế kỷ 16. Ông được biết đến chủ yếu vì là cha của Tokugawa Ieyasu, người sáng lập nên Mạc phủ Tokugawa.

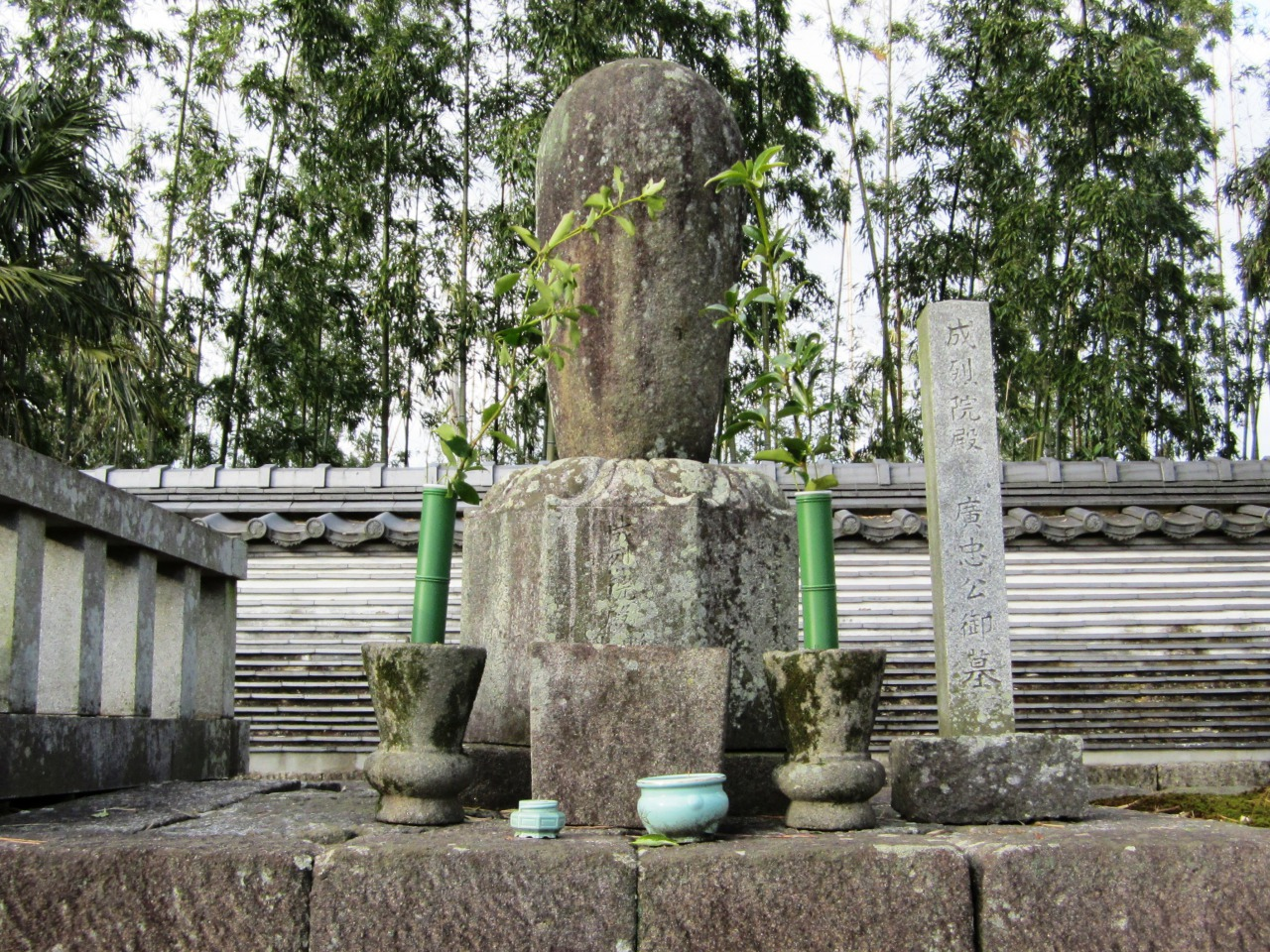
Mộ của Matsudaira Hirotada

Hirotada là con trai của Matsudaira Kiyoyasu (tộc trưởng thứ 7 của gia tộc Mikawa Matsudaira) và một phu nhân không biết rõ tên, có lẽ là con gái của Aoki Kaga no Kami Norimune. Tên thuở nhỏ của ông là Senshōmaru, Senchiyo, và Jirōzaburō. Ông là cha của Matsudaira Takechiyo, người sau này đổi tên thành Tokugawa Ieyasu.